# حسين مويني
حسين مويني (من مواليد أونغوجا في 23 ديسمبر 1966) هو سياسي تنزاني والرئيس الثامن لزنجبار. كان عضوًا في البرلمان عن دائرة كوهاني منذ عام 2005. وهو وزير الدفاع والخدمة الوطنية السابق في تنزانيا.

## الرئاسة
هو عضو في حزب الثورة، وفاز بترشيح الحزب لمرشح الرئاسة لعام 2020 عن زنجبار. ثم فاز في الانتخابات ضد منافسه منذ فترة طويلة سيف شريف حماد.

## الحياة الشخصية
وهو نجل رئيس تنزانيا السابق علي حسن مويني.